# Isertia laevis
Isertia laevis là một loài thực vật có hoa trong họ Thiến thảo. Loài này được (Triana) Boom mô tả khoa học đầu tiên năm 1984.